# (6414) Mizunuma
(6414) Mizunuma  es un asteroide perteneciente al cinturón de asteroides, descubierto el 24 de octubre de 1993 por Takao Kobayashi desde el Observatorio de Ōizumi, en Japón.

## Designación y nombre
(6414) Mizunuma se designó inicialmente como 1993 UX.
Más adelante fue nombrado en referencia a Mizunama, un distrito del pueblo de Kurohone, en la prefectura de Gunma, es famoso por las aguas termales de su estación de ferrocarril.

## Características orbitales
(6414) Mizunuma orbita a una distancia media del Sol de 2,136 ua, pudiendo acercarse hasta 1,988 ua y alejarse hasta 2,284 ua. Tiene una excentricidad de 0,069 y una inclinación orbital de 1,818° grados. Emplea en completar una órbita alrededor del Sol 1140,55 días.

## Características físicas
Su magnitud absoluta es 14,02. Tiene 4,441 km de diámetro. Su albedo se estima en 0,261.